# Grecia ai Giochi della XXXIII Olimpiade
La Grecia ha partecipato ai Giochi della XXXIII Olimpiade, svoltisi a Parigi dal 26 luglio all'11 agosto 2024, con una delegazione di 101 atleti, 59 uomini e 42 donne, in 16 sport e 17 discipline.
I portabandiera alla cerimonia di apertura sono stati Giannīs Antetokounmpo e Antigónī Ntrismpiōtī.

## Delegazione
| Sport            | Uomini | Donne | Totale |
| ---------------- | ------ | ----- | ------ |
| Atletica leggera | 4      | 10    | 14     |
| Canottaggio      | 3      | 4     | 7      |
| Ciclismo         | 1      | 0     | 1      |
| Equitazione      | 0      | 1     | 1      |
| Ginnastica       | 1      | 0     | 1      |
| Judo             | 1      | 1     | 2      |
| Lotta            | 2      | 1     | 3      |
| Nuoto            | 14     | 3     | 17     |
| Nuoto artistico  | 0      | 2     | 2      |
| Pallacanestro    | 12     | 0     | 12     |
| Pallanuoto       | 13     | 13    | 26     |
| Scherma          | 0      | 1     | 1      |
| Tennis           | 2      | 2     | 4      |
| Tennistavolo     | 1      | 0     | 1      |
| Tiro             | 2      | 3     | 5      |
| Vela             | 3      | 1     | 4      |
| Totale           | 59     | 42    | 101    |